# 鯱

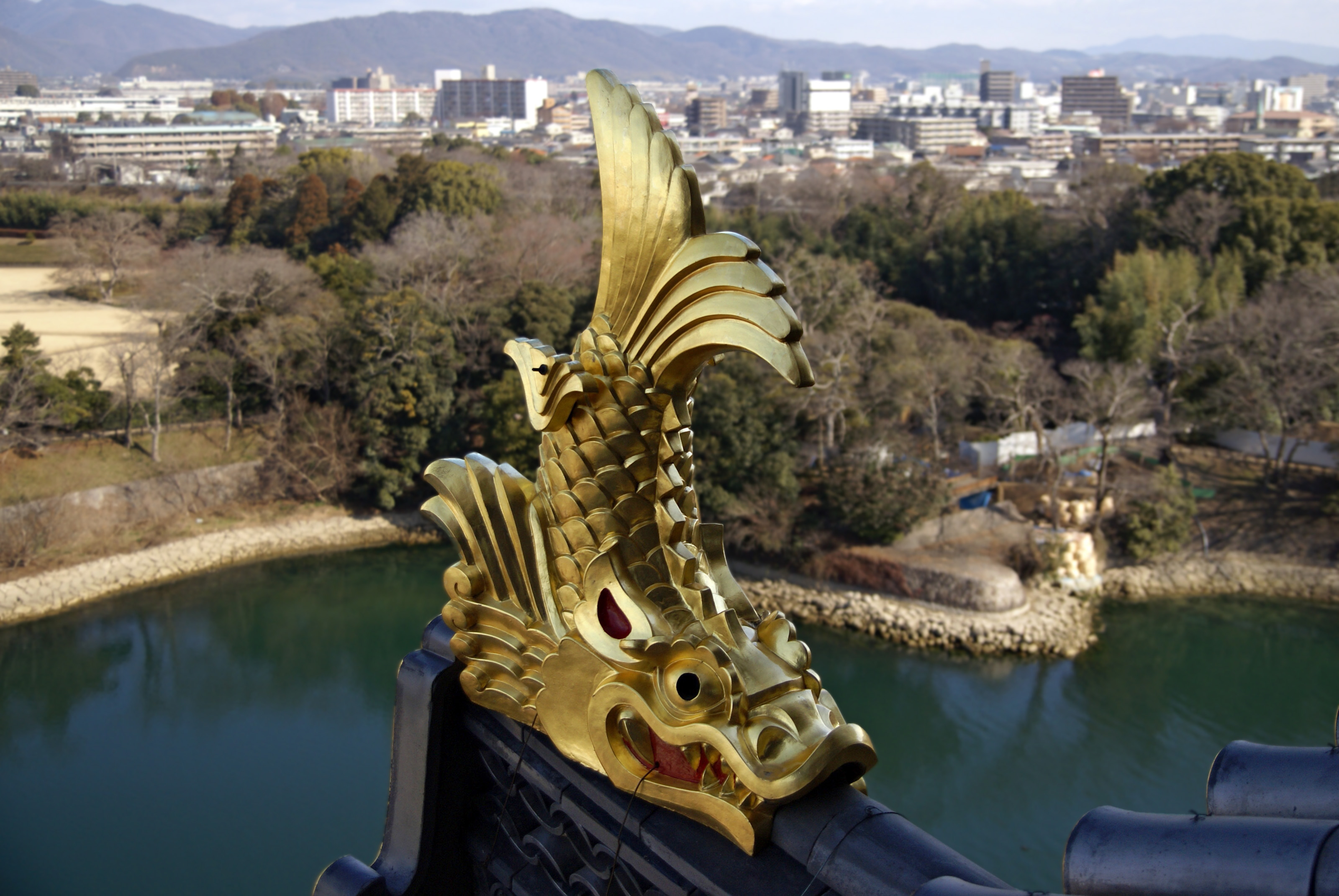
金色魚虎的標準造型，立體且線條分明，並且結構沉重

鯱（日语：／ Shachi */?），又可寫為魚虎（日语：／ Shachihoko）、鯱鉾，指的是一種在日本建築的屋頂上所安裝的裝飾性瓦片；同時也是日本的一種妖怪，擁有老虎的頭、魚的身體，具有噴水、吸火的能力。

## 歷史

### 原始日式鴟尾
日本建築上的魚虎源自中國唐朝至宋朝之間的鴟吻，但日本人並不是直接從中國學的，而是從朝鮮半島的百濟國那裡學來的。所以在日式鴟尾誕生之初，其造型就已經和中式鴟尾有了巨大的差異。
經過好幾次在設計上的刪減，現代日本採用的鴟尾造型於在8世紀的奈良時代就已經定型。

### 鴟尾過渡到魚虎
早期的日式鴟尾原本是用黏土製成的，表面容易產生裂痕且呈空心，其主要目的是防雷，比起裝飾，更多的是作為一種美化版的避雷針。
在平安時代，日本鴟尾逐漸的改為木製，此時日本人雕刻佛像的技藝已經大幅度提升，所以他們把這項技術用到了鴟尾身上，採用一體成型的防水木頭，還會外贴铜板。由於做工的精细，所以日式鴟尾的裝飾功能越來越強大。 
進入室町時代末期，由於日本此時處於戰國時代，日本各地的戰國大名為了凸顯自己的特色，喜歡在屋頂上創造、發明一些造型誇張的鴟尾，最終這些鴟尾演變成日本獨有的“魚虎”。而日本神話裏的魚虎尚不明確，一開始是和鬼瓦一樣，僅僅是作為辟邪的妖怪。一說是居住日本九州島的戰國大名們，在和中國明朝進行貿易後，加入明朝蚩吻的吉祥寓意，視魚虎為一種可以防火的神獸，此為九州地區較為流行的說法，但並無書面的資料來佐證。

### 金鯱
因織田信長耗費巨資修建“安土城”，織田信長所設計的塗上真金粉末的金鯱在此時出現，“金鯱”成為“天守閣”的必備裝飾。隨後，豐臣秀吉的大坂城、林秀貞的名古屋城、佐佐成政的熊本城、宇喜多秀家的岡山城等眾多日本城堡，因為羨慕織田信長的威信也開始模仿這種風格。之後日本的普通鴟尾及普通魚虎迅速消失，造價昂貴金鯱一躍成為日本建築的主流。
到了江戶時代，隨著日本經濟的發展，加上政府並無嚴格的等級規定，造型立體、活潑靈動的金鯱開始風靡全日本，大量運用在日本禪宗寺廟的正廳、塔內，甚至作為小型祭罈的神龕內裝飾上也有。為了降低價格，江戶時代的金鯱統一用金色塗料代替原本的真金粉末。此時的金鯱已經摒棄了木製，改以“陶器”製成，先用磨具澆築好陶器的造型，完成以後再在這個陶器的內外都塗上好幾層泥漆來黏接，最後在最外面刷上金色塗料就算完成。這種金色魚虎的重量非常之大，反而能完美壓住超長的日本古建築出簷。让日本建筑的大屋顶的重心不至於往外過度傾斜，平衡了整體建築的承重力道，因此成為固定款式。

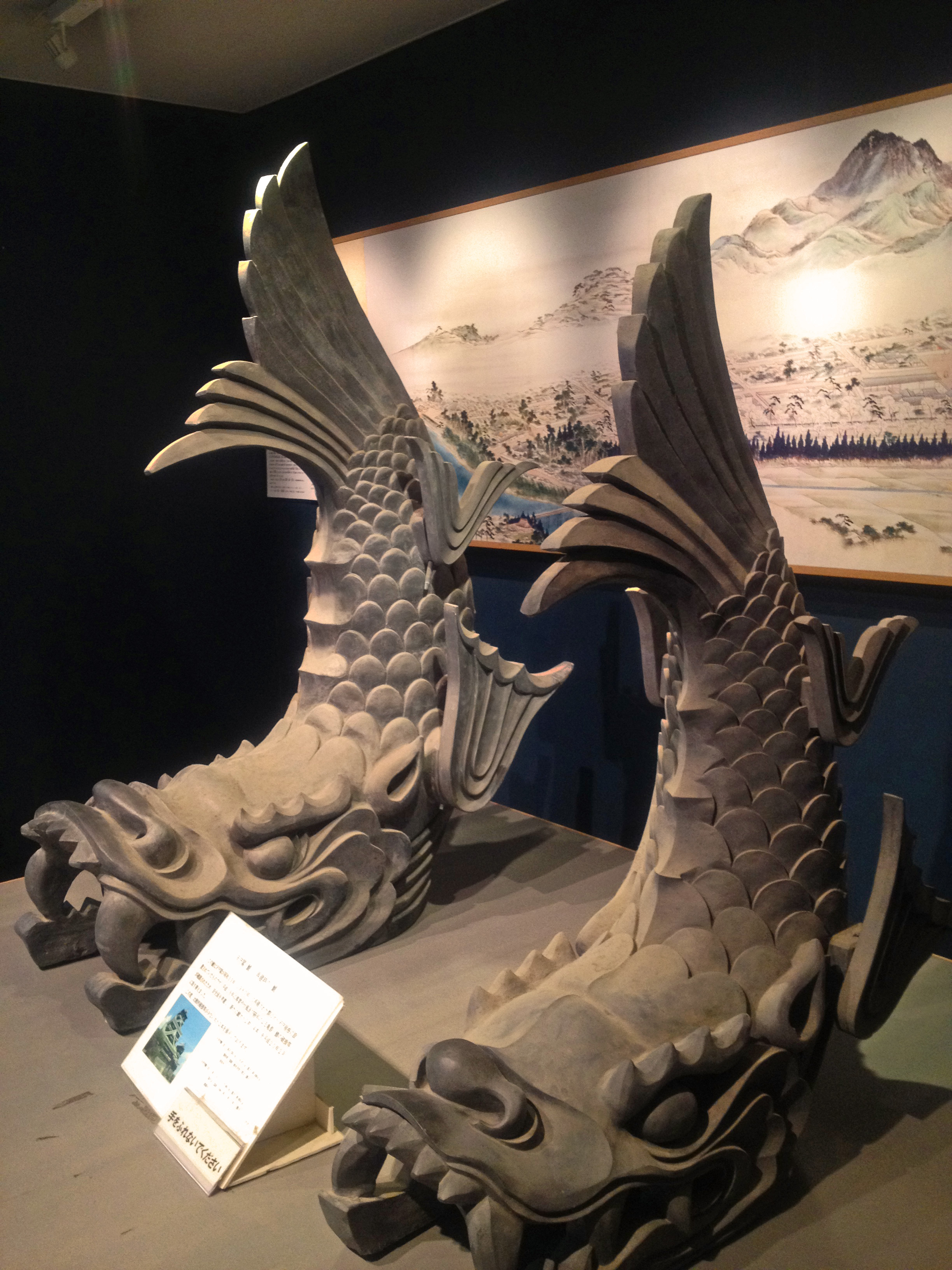
一排已經塗上泥漆的、但還未貼金箔的魚虎
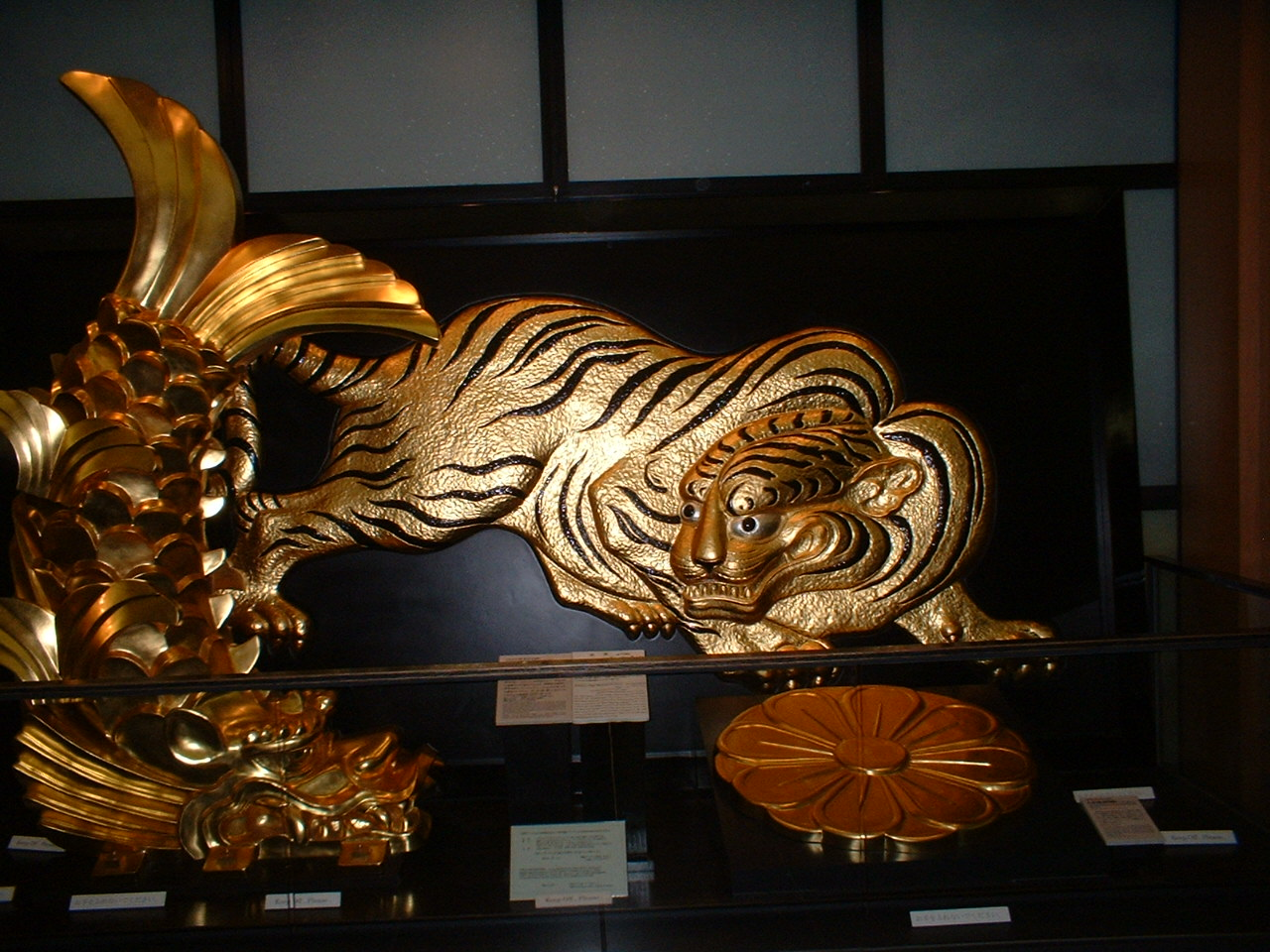
大坂城室內博物館中的鯱
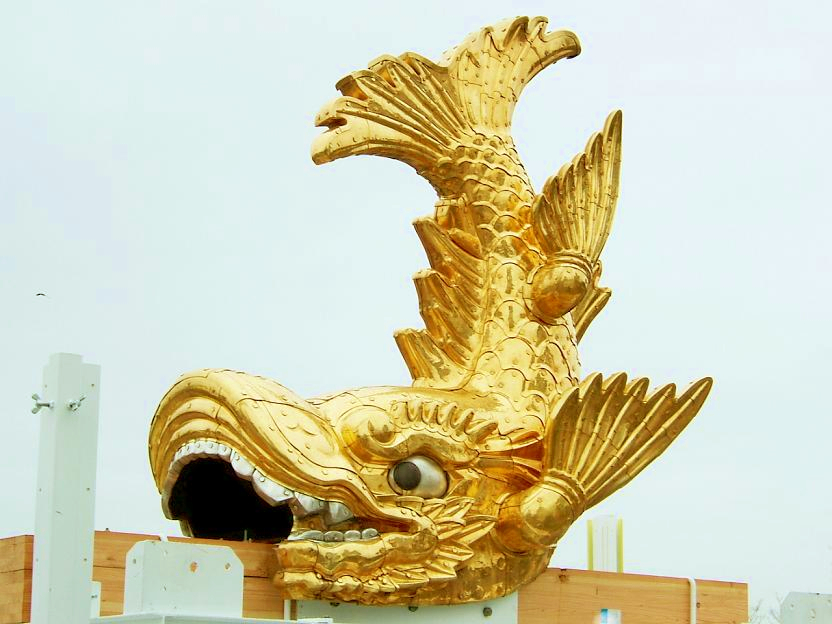
名古屋城的經典金鯱
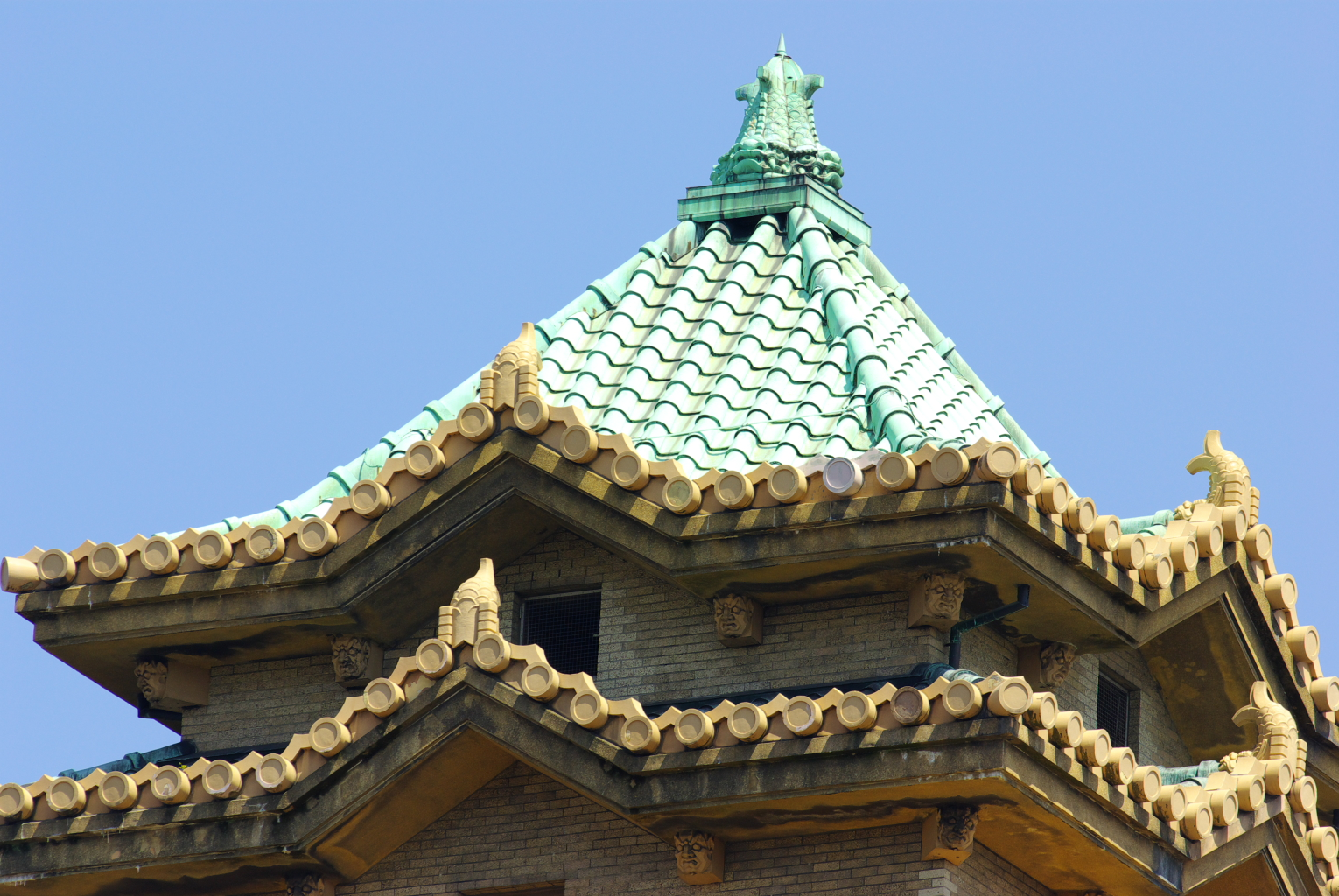
名古屋市役所頂部的小鯱